# Kotobaru Sanggaran Agung
Kotobaru Sanggaran Agung is een bestuurslaag in het regentschap Kerinci van de provincie Jambi, Indonesië. Kotobaru Sanggaran Agung telt 1183 inwoners (volkstelling 2010).